# Antigua y Honorable Compañía de Artillería de Massachusetts

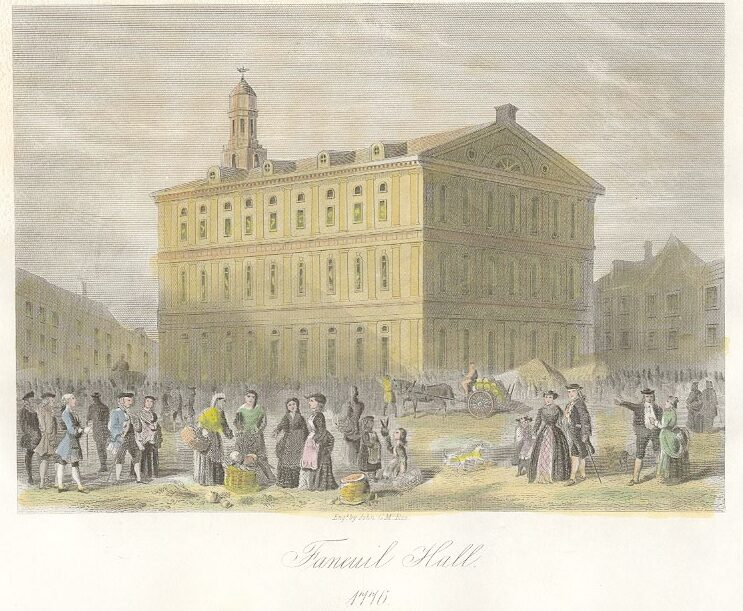
Faneuil Hall en 1776. La Compañía de Artillería tiene sede en el cuarto piso.

La Antigua y Honorable Compañía de Artillería de Massachusetts es la más vieja organización militar en América del Norte y la decimonovena organización militar más vieja en el mundo. Su carta fue concedida en marzo de 1638 por el Gran Tribunal General de la Bahía de Massachusetts y firmado por el Gobernador John Winthrop como una compañía de milicia voluntaria para capacitar a los oficiales matriculados en las compañías de milicias locales en Massachusetts. Con la profesionalización de los militares estadounidenses antes de la Primera Guerra Mundial, incluyendo la creación de la Guardia Nacional de los Estados Unidos y la federalización del entrenamiento de oficiales, la misión de la Compañía cambió a un papel de apoyo en la preservación de las tradiciones históricas y patrióticas de Boston, y la Nación. Hoy la Compañía sirve tan Guardia de Honor al Gobernador de Massachusetts quién es también su Comandante en Jefe.

## Historia

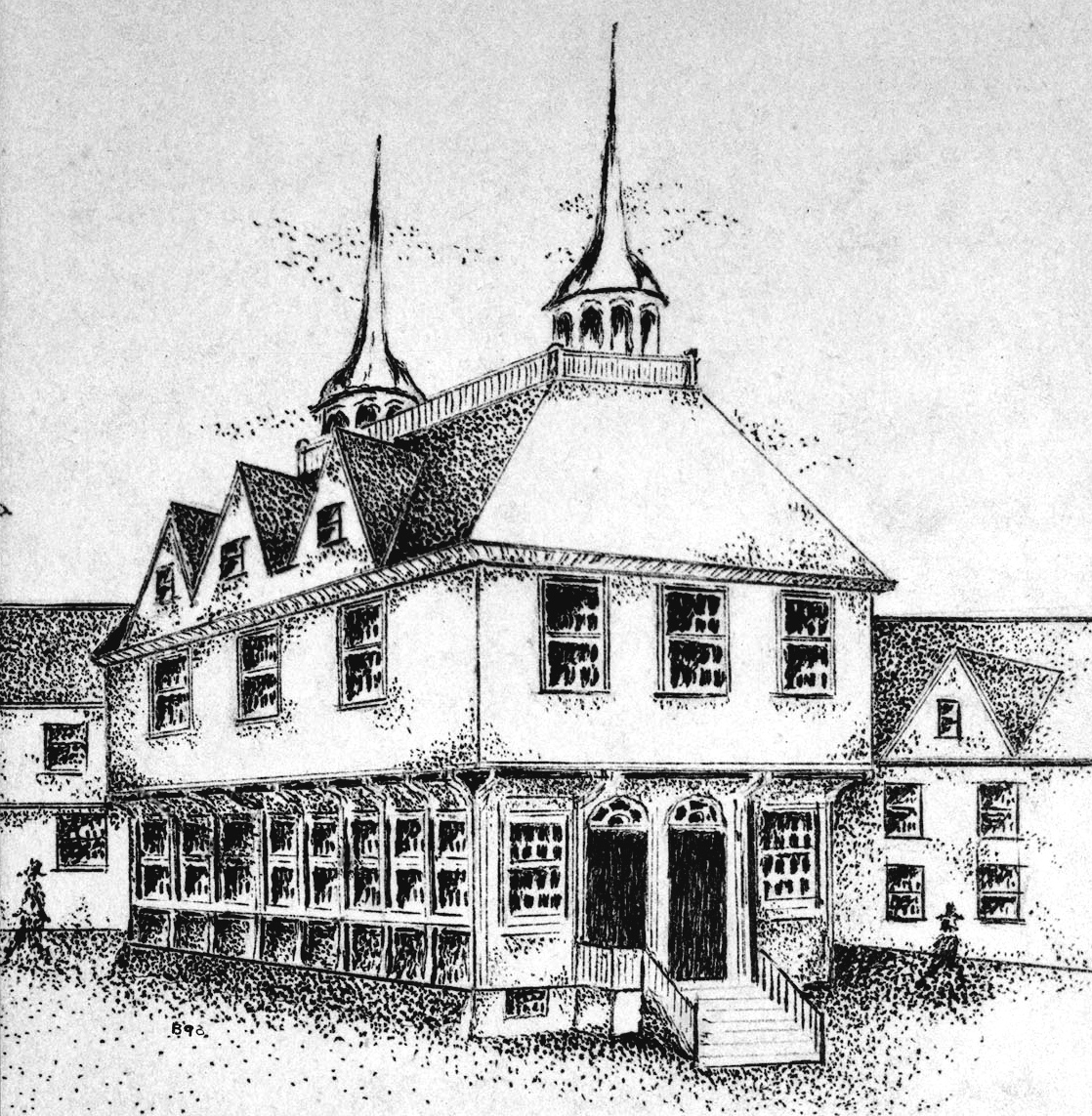
Primera sede de reuniones de la Compañía,

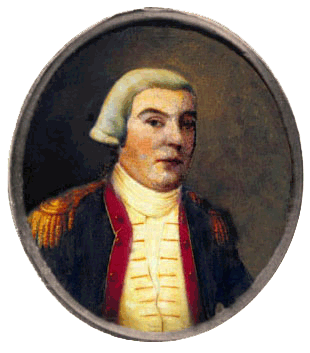
Coronel Thomas Crafts, Jr., un miembro de la Compañía

A medida que los asentamientos que siguieron al desembarco en Plymouth aumentaron y se extendieron, no había una fuerza militar organizada para la protección -sólo las empresas voluntarias locales, que carecían de la capacidad de acción conjunta o cualquier autoridad centralizada-. Muchos de los colonos de Boston habían sido miembros de la Honorable Compañía de Artillería de Inglaterra, y el entrenamiento militar que habían recibido en esa compañía les llevó a formar una organización similar en el nuevo país. En 1637 la compañía se formó como una milicia ciudadana para la instrucción en la disciplina militar y táctica. Robert Keayne y muchos de los miembros originales de la Antigua y Honorable Artillería habían sido miembros de la Compañía original de Londres..
El gobernador Winthrop concedió una carta el 13 de marzo de 1638, y el primer lunes de junio siguiente, una elección de oficiales se llevó a cabo en Boston Common. El nombre original de la Compañía era "La Compañía Militar de Massachusetts". Comenzó a ser referido como "La Antigua y Honorable Compañía de Artillería" en el año 1737.
Entre los miembros fundadores estaba Nicholas Upsall, quien más tarde abandonó su membresía para unirse a los cuáqueros. Desde entonces, la compañía ha continuado celebrando sus elecciones anuales en el Boston Common el primer lunes de junio, emitiendo sus votos en un tambor. La pertenencia a la compañía ha sido considerada desde hace mucho tiempo como una distinción entre la nobleza de Nueva Inglaterra de una manera similar a la que la pertenencia regimental confería distinción a los hijos de la nobleza inglesa. La Honorable Compañía de Artillería de Londres y la Antigua y Honorable Artillería de Massachusetts reconocen y celebran sus raíces históricas comunes.
Desde 1746, la sede de la Compañía se localiza en Faneuil Hall. En este arsenal, la compañía mantiene un museo militar y una biblioteca que contiene las reliquias de todas las guerras que Estados Unidos ha luchado desde su establecimiento. El arsenal está abierto al público todos los días.
Antes de 1913, la Compañía sirvió como la escuela oficial de facto para la Milicia de Massachusetts. (Aunque no todos los oficiales de la Milicia de Massachusetts fueron seleccionados como miembros de la Compañía.) En 1913, la Milicia de Massachusetts estableció la Escuela de Entrenamiento para entrenamiento de oficiales. Esta escuela se renombró más adelante como la Academia Militar de Massachusetts y se designa hoy como el 101 Regimiento - Instituto Regional de Entrenamiento.

## Membresía
La membresía en la compañía ha sido tradicionalmente seleccionada entre las clases media y alta de la sociedad de Boston. En las últimas décadas se ha ampliado la afiliación para incluir a los de fuera de Massachusetts. Es común que los oficiales superiores de la Guardia Nacional de Massachusetts sean miembros de la Compañía. Aunque el servicio militar previo no es un requisito para ser miembro, aproximadamente un tercio de los actuales miembros de la Compañía han servido en las Fuerzas Armadas de los Estados Unidos, en la mayoría de los casos como oficiales comisionados.
Antes de finales del siglo XX, los miembros de la Compañía eran casi exclusivamente anglosajones protestantes. En las últimas décadas, sin embargo, la Compañía ha reclutado una membresía más diversa.
La mayoría de las personas que se unan a la Compañía son elegidos como Miembros Regulares. Después de servir en la Compañía durante un determinado período de tiempo, los Miembros Regulares se convierten en Miembro Vitalicio.
Las personas que son descendientes de miembros de la Compañía que se unieron antes de 1738 pueden unirse como miembros por derecho de ascendencia. Los miembros por derecho de ascendencia tienen tarifas de membresía con descuento, pero no pueden votar u ocupar cargos en la Compañía. En casos excepcionales, la membresía honoraria se extiende a individuos muy distinguidos.
Los Antiguos y Honorables miembros de Compañía de Artillería han servido en la guerra del Rey Philip, la guerra del Rey William, la guerra de la Reina Anne, la guerra del Rey George, la Guerra franco-india, la Guerra Revolucionaria, la Guerra de 1812, la Guerra mexicana, la Guerra Civil, Primera Guerra Mundial, Segunda Guerra Mundial, la Guerra coreana, la guerra de Vietnam, la Guerra del Golfo, la Guerra de Irak y la Guerra de Afganistán.
La Compañía ha contado con diez miembros a quienes se les otorgó la Medalla de Honor (cuatro de los cuales aún están vivos), y también ha tenido cuatro miembros que sirvieron como Presidente de los Estados Unidos: James Monroe, Chester A. Arthur, Calvin Coolidge y John F. Kennedy. La membresía honoraria también se extendió al Príncipe Albert, al rey Eduardo VII y al Rey Jorge V. Varios gobernadores de Massachusetts también han sido miembros de la Compañía.
En 2012, la organización votó por la incorporación de sus primeras mujeres. La teniente coronel Catherine M. Corkery y la teniente coronel Christine Hoffmann, ambas oficiales de la Guardia Nacional de Massachusetts, fueron incorporadas a la organización el 17 de septiembre de 2012.

## Lema

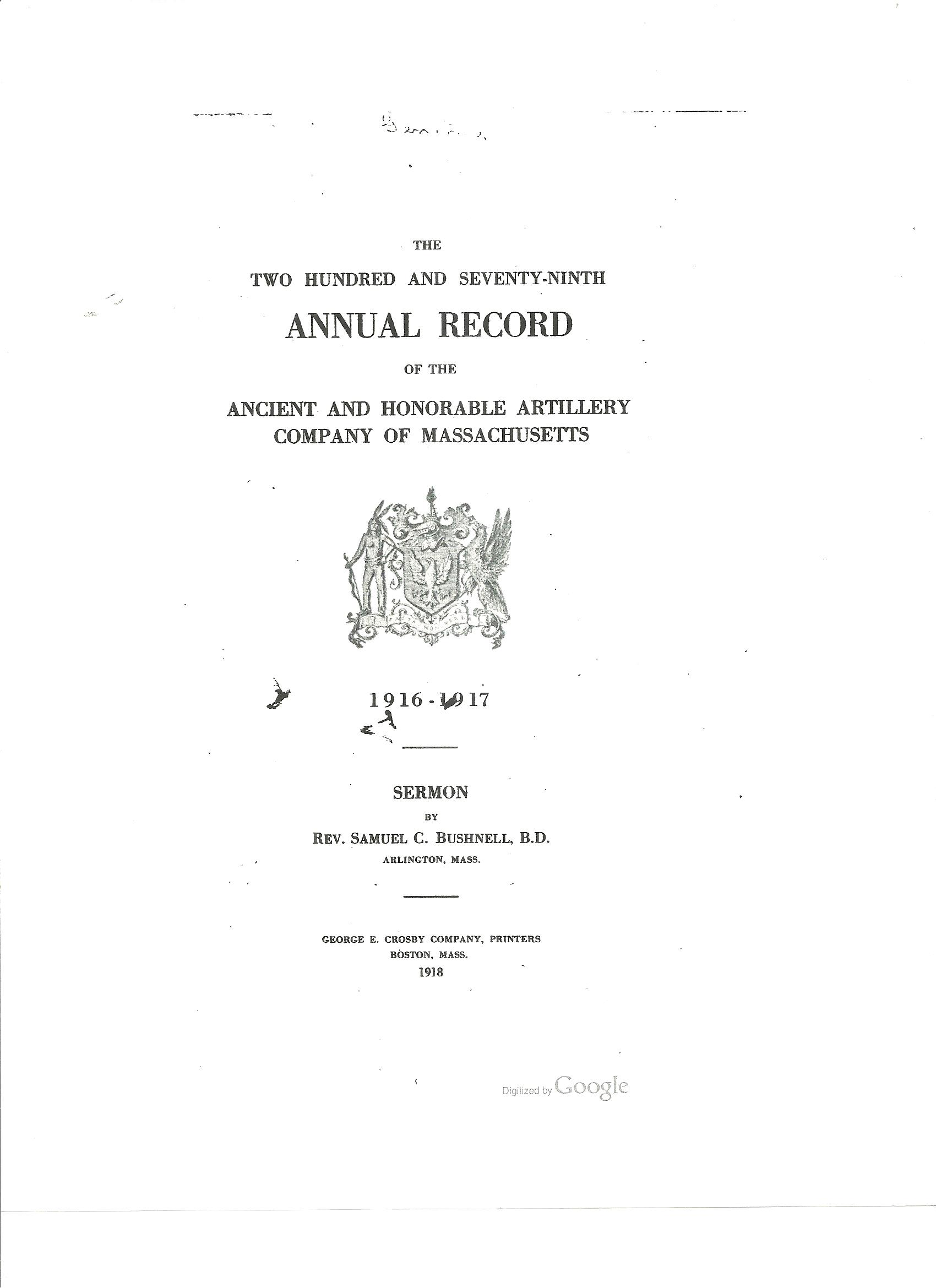
279° Récord Anual de la Compañía publicado en 1918, mostrando el Escudo de Armas y el lema.

El lema oficial de la Compañía es Acta No Verba, una frase latina que significa "Acciones, no palabras".

## Miembros destacados

### Presidentes de los Estados Unidos
- James Monroe
- James Garfield
- Calvin Coolidge
- John F. Kennedy

### Medallas de Honor
- Coronel Harvey C. Barnum, USMC.
- Capitán George L. Calle III, USN.
- Capitán Thomas Hudner, USN.
- Capitán Thomas G. Kelley, USN.
- Teniente Coronel Francis S. Hesseltine, EE. UU.
- Mayor George H. Maynard, EE. UU.
- 1.º Teniente George C. Hawkins, EE. UU.
- Sargento Mayor Ryan Pitt, EE. UU.
- Sargento Charles A. MacGillivary, EE. UU.
- Corporal Lowell M. Maxham, EE. UU.

### Gobernadores de Massachusetts
- Capitán Samuel Turell Armstrong – Teniente, Gobernador y alcalde de Boston.
- General Nathaniel Banks – Representante de los Estados Unidos.
- George S. Boutwell.
- Robert Bradford.
- Mayor General John Brooks – Revolucionario de los veteranos de guerra, general del Ejército de los Estados Unidos y de la Milicia de Massachusetts.
- General Benjamin Butler – Representante de los Estados Unidos.
- James Michael Curley – Legendario Alcalde de Boston y representante de los Estados Unidos.
- Joseph Dudley.
- William Dummer – Filántropo y fundador de la Academia Dummer.
- Edward Everett – Secretario de Estado y senador de los EE. UU.
- Christian Herter – Secretario de Estado.
- Juan Leverett – Mayor General al mando de la Milicia de Massachusetts y capitán de la Compañía.
- Principales Levi Lincoln – Representante de los Estados Unidos.
- John D. Long (miembro honorario) – Secretario de la Marina
- Leverett Saltonstall – Senador de los EE. UU.
- Caleb Strong.
- Maurice J. Tobin – Alcalde de Boston y Secretario de Trabajo de los Estados Unidos.
- Juan A. Volpe – Secretario de Transporte de los Estados Unidos.

### Otros
- HRH Prince Albert (miembro honorario) – Consorte de la Reina Victoria.
- William Aspinwall – Colono.
- Teniente Coronel Thomas Dawes.
- Mayor General Henry A. S. Dearborn – Representante de los Estados Unidos.
- Major General Daniel Denison
- HM King Edward VII (miembro honorario)
- HM King George V (miembro honorario)
- Mayor General William Heath – General del Ejército Continental durante la Revolución Americana.
- Mayor General John Hull.
- General de Brigada William Hull – General en la Guerra de 1812.
- Capitán Edward Hutchinson – oficial en la Guerra del Rey Felipe.
- Capitán Isaac Johnson.
- Capitán Robert Keayne – Primer Comandante de la Compañía
- Coronel Samuel C. Lawrence – Alcalde de Medford, Massachusetts y Gran Maestro Masónico de Massachusetts
- Mayor General John Leverett.
- Teniente John Leverett the Younger – Presidente de la Universidad de Harvard.
- Mayor General Benjamin Lincoln – Teniente Gobernador de Massachusetts
- General de Brigada Augustus Pearl Martin – Coronel de la Guerra Civil y alcalde de Boston.
- Mayor General Ebenezer Mattoon – Representante de los Estados Unidos y oficial en la Revolución Americana.
- Mayor General George B. McClellan – General de la Guerra Civil.
- Henry F. Naphen – U.S. Representative
- Capitán John Nelson
- Samuel L. Powers – Representante de los Estados Unidos.
- Capitán Josiah Quincy, Jr. – Alcalde de Boston.
- Coronel Richard Saltonstall – Juez de la Suprema Corte.
- Mayor Thomas Savage – Cinco veces comandante de la Compañía.
- Mayor Samuel Sewall, 2nd – Presidente de la Corte Suprema Judicial de Massachusetts.
- General Gordon Sullivan - Jefe de Estado Mayor del Ejército de los Estados Unidos.
- Capitán William Tailer – Teniente Gobernador de Massachusetts.
- Coronel Samuel Thaxter – Antiguo comandante de la Compañía y abuelo del Mayor General Benjamin Lincoln.
- General de Brigada honorífico William S. Tilton.
- George Washington Warren – Alcalde de Charlestown, Massachusetts
- General de Brigada honorífico Stephen Minot Weld, Jr.
- Capitán Thomas Weld
- Capitán Edward Winslow
- General de Brigada John Winslow – Oficial en el Ejército Continental.
- Thomas L. Winthrop – Teniente Gobernados de Massachusetts.
- Mayor General Wait Winthrop – Presidente del Tribunal Superior de Massachusetts.
- Capitán John Gerrish − Comerciante propietario de buque y Jefe de Justicia en Jefe de la Corte Superior de New Hampshire.